# Схевенінген
Схевенінген (нід. Scheveningen) — один з 8 районів Гааги. Схевенінген є сучасним курортом на березі моря з довгим пляжем, пірсом, маяком та інфраструктурою необхідною для активного відпочинку на морі. Пляж Схевенінгена популярний серед віндсерферів та кайтсерферів. Пірс використовується для рибальства та як туристична принада.

## Історія
Перша згадка про цю місцевість датується 1280 роком.
Деякі історики стверджують що першими мешканцями були Англосакси, інші ж надають перевагу версії про Скандинавську історію району. Головним промислом та джерелом їжі в ті часи для жителів району було рибальство.

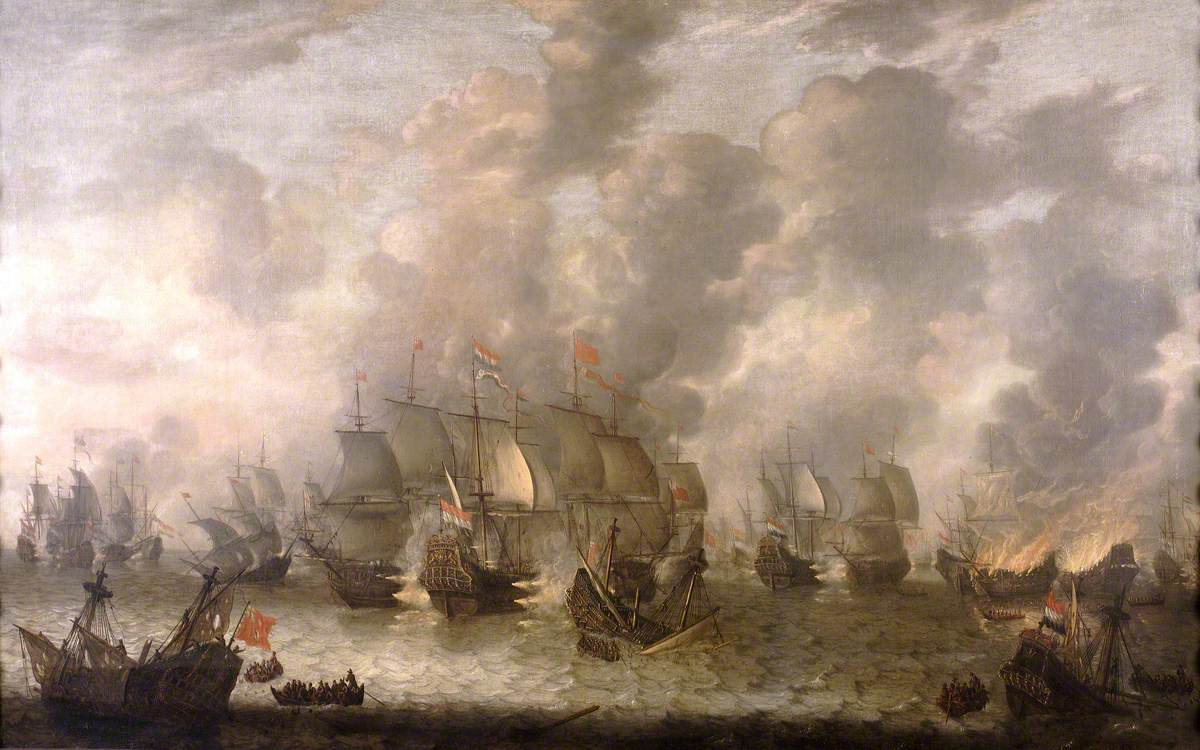
Ян Авраам Беерстратен «Битва при Схевенінгені»

Битва при Схевенінгені між Англійським та Голландським флотом відбулась 10 серпня 1653 недалеко від узбережжя Схевенінгену. Тисячі місцевих жителів зібрались на березі моря, щоб поспостерігати за битвою.
Саме зі Схевенінгена в 1660 році відплив до Англії король Карл II тим самим завершуючи процес Реставрації Стюартів.
Дорогу між Схевенінгеном та Гаагою було збудовано в 1663 році (нині Схевенінгсевег, нід. Scheveningseweg).
В 1470 році місцевість сильно постраждала від шторму, було знищено церкву та половину будинків. Селище ще неодноразово потерпало від штормів: в 1570, 1775, 1825, 1860, 1881 та 1894 роках. Після останнього шторму місцеві вирішили збудувати гавань для захисту своїх осель та кораблів. До того часу більшість місцевих кораблів мали пласке дно, втім розчищення та поглиблення дна гавані дозволило використання більш сучасних суден.
В 1818 році Якоб Пронк звів дерев'яну будівлю на дюні біля моря в якій охочі могли переодягтись, щоб купатись в морі. Ця подія стала початком історії Схевенінгена як курортного містечка. З того часу до нього приїжджають туристи з усієї Європи, в першу чергу з Німеччини.

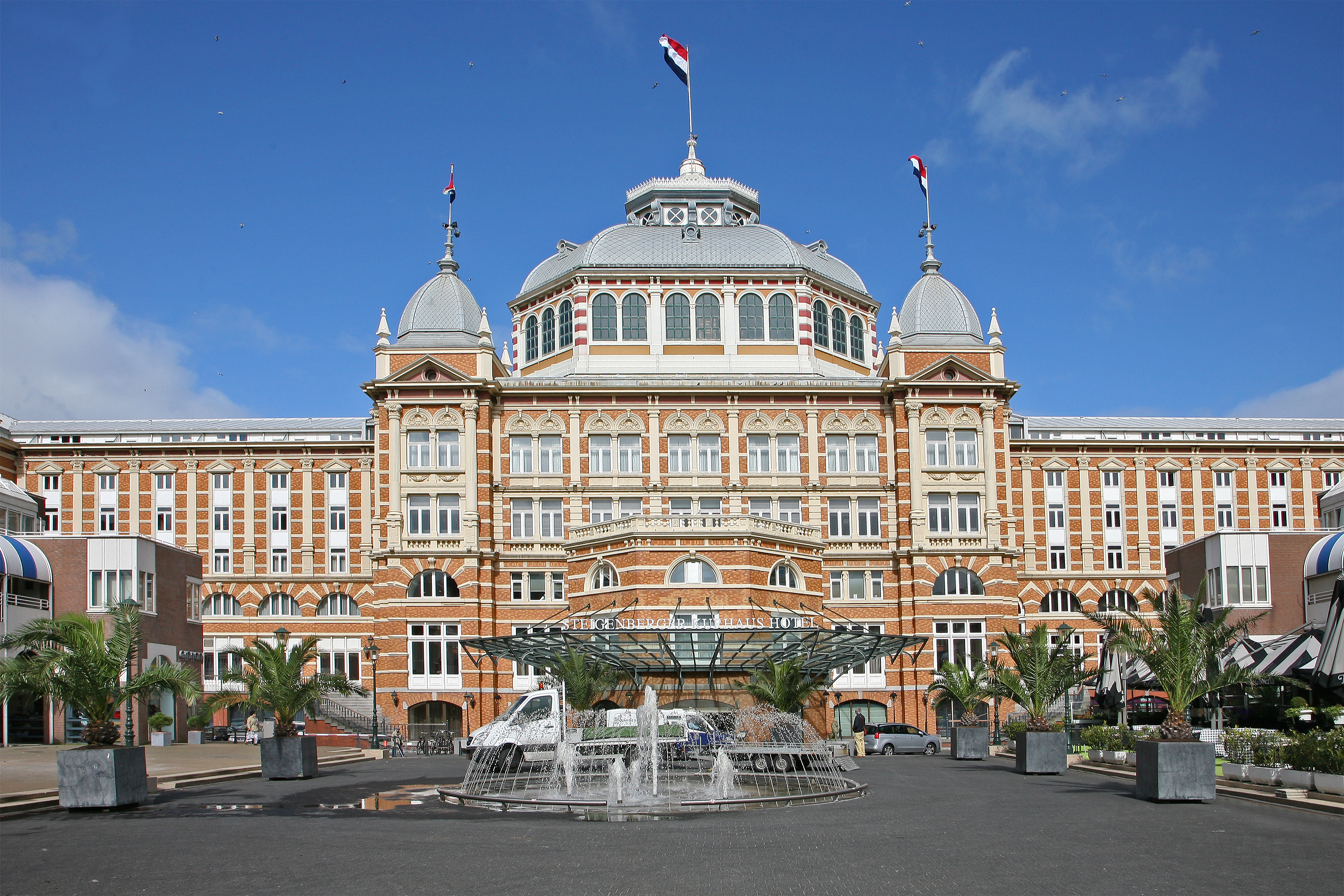
Курхаус

В 1886 році було відкрито готель Курхаус.
Місто здавен приваблювало художників, серед тих хто увічнили Схевенінген у своїх картинах є Адріан ван де Вельде та Гендрік Віллем Месдах.
Саме в Схевенінгені в 1892 році було засновано Міжнародний союз ковзанярів.
Заведено вважати що в часи Другої світової війни назва Схевенінгену використовувалась Голландським рухом опору для того, щоб вираховувати Німецьких шпигунів в своїх лавах, через те що німецькомовним складно вимовляти Sch на голландський манір.
На відміну від усталеної думки, Схевенінген ніколи не був незалежним муніципалітетом та не дивлячись на це район має свої герб та прапор, затверджені муніципалітетом Гааги 23 березня 1984 року. Навіть в часи Середньовіччя Схевенінген був частиною тієї самої адміністративної одиниці що і Гаага та мала особливий статус що пов'язано з тим що в Гаазі проживали Голландські графи.
Проте в Схевенінгені завжди було сильним відчуття окремішності від Гааги, наприклад Схевенінген мав свою власну футбольну команду Схевенінген Голланд Спорт що виступала у вищій Голландській лізі. В другій половині 20 століття клуб увійшов до складу АДО Ден Гаг.
З 1970-х років зі згасанням традиційних риболовецьких промислів та переїздом до Схевенінгену художників та середнього класу, населення району сильно змінилося. Значна частина старих рибальських осель була знесена, щоб звільнити місце для нових будинків. Старі будівлі що вціліли нині охороняються законом.
11 березня 2006 у центрі тимчасового утримання ООН в Схевенінгені помер 3-й Президент Союзної Республіки Югославії Слободан Мілошевич.

## Місцева культура

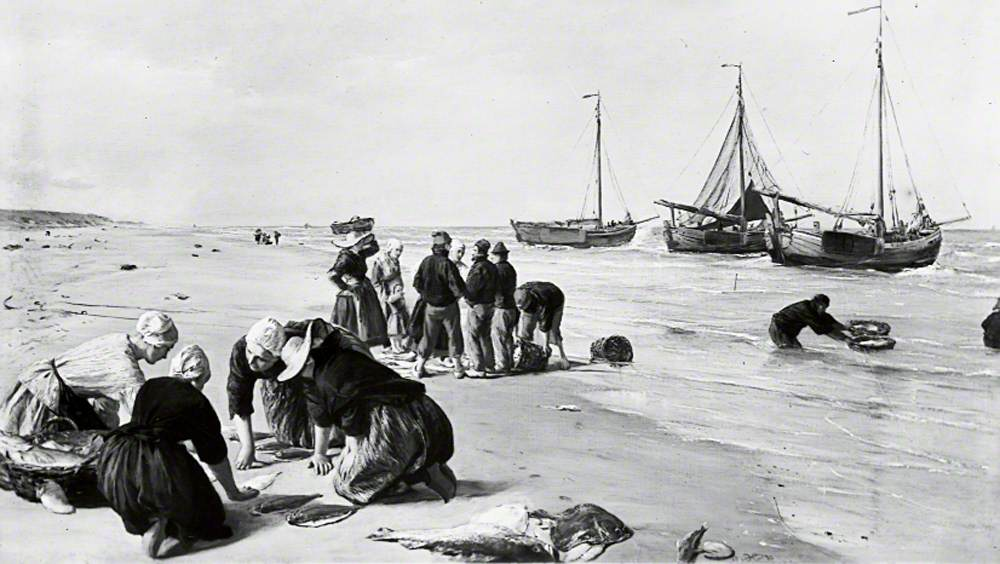
Схевенінгенські рибалки (кінець 19 століття)

В Схевенінгені деякі старші жінки досі носять традиційний місцевий одяг.
Схевенінгенський діалект нідерландської мови нині вже майже не використовується.
Історично, через замкнусть поселення, в багатьох родин були однакові прізвища, тож місцевим доводилось додавати клички для того, щоб розрізняти різні родини з однаковими прізвищами. Наприклад якби житель Схевенінген зустрів когось із прізвищем Пронк, то міг би його запитати: «ти від кого?», а той би йому відповів: «від вершника» чи «від беззубого». Популярними прізвищами в Схевенінгені були Бал (нід. Bal), Дайкхейзен (нід. Dijkhuizen), Пронк (нід. Pronk) та інші. Через зміну складу населення у 20 столітті ця традиція вийшла з ужитку.

## Свята, події та принади
До щорічних подій належать:
- Нюеярсдейк (нід. Nieuwjaarsduik, укр. Новорічне занурення): Зимовий заплив в Північному морі в перший день нового року.
- Фрогдефур (нід. Vreugdevuur, укр. Багаття): традиційне щорічне змагання між двома частинами Схевенінгену: Дейндорпом (нід. Duindorp) та Схевенінген-дорпом (нід. Scheveningen-dorp) в рамках якого жителі районів змагаються хто зможе збудувати найбільше багаття. Будівництво розпочинається на другий день Різдва, а запалюють багаття в новорічну ніч, тим самим святкуючи початок нового року. Втім через масові ушкодження завдані майну іскрами вогнищ та порушення техніки безпеки у 2019 році (Схевенінгське вогнище було висотою 48 метрів при тому що дозволено було лише 35), цілком імовірно що це свято буде остаточно заборонено.[9]
- Флагетчес Даг (нід. Vlaggetjesdag, укр. День прапорців): весняне свято на честь першого улову оселедця в році.

В Схевенінгені можна відвідати:
- Музей Схевенінгена (нід. Muzee Scheveningen)
- Пірс
- Мадюродам (нід. Madurodam): музей просто неба, найбільша у світі збірка мініатюрних будівель, які представляють найхарактерніші об'єкти Голландії в масштабі 1:25
- Белден ан Зе (нід. Beelden aan Zee, укр. Скульптури біля моря): виставка скульптур просто неба

## Маяк

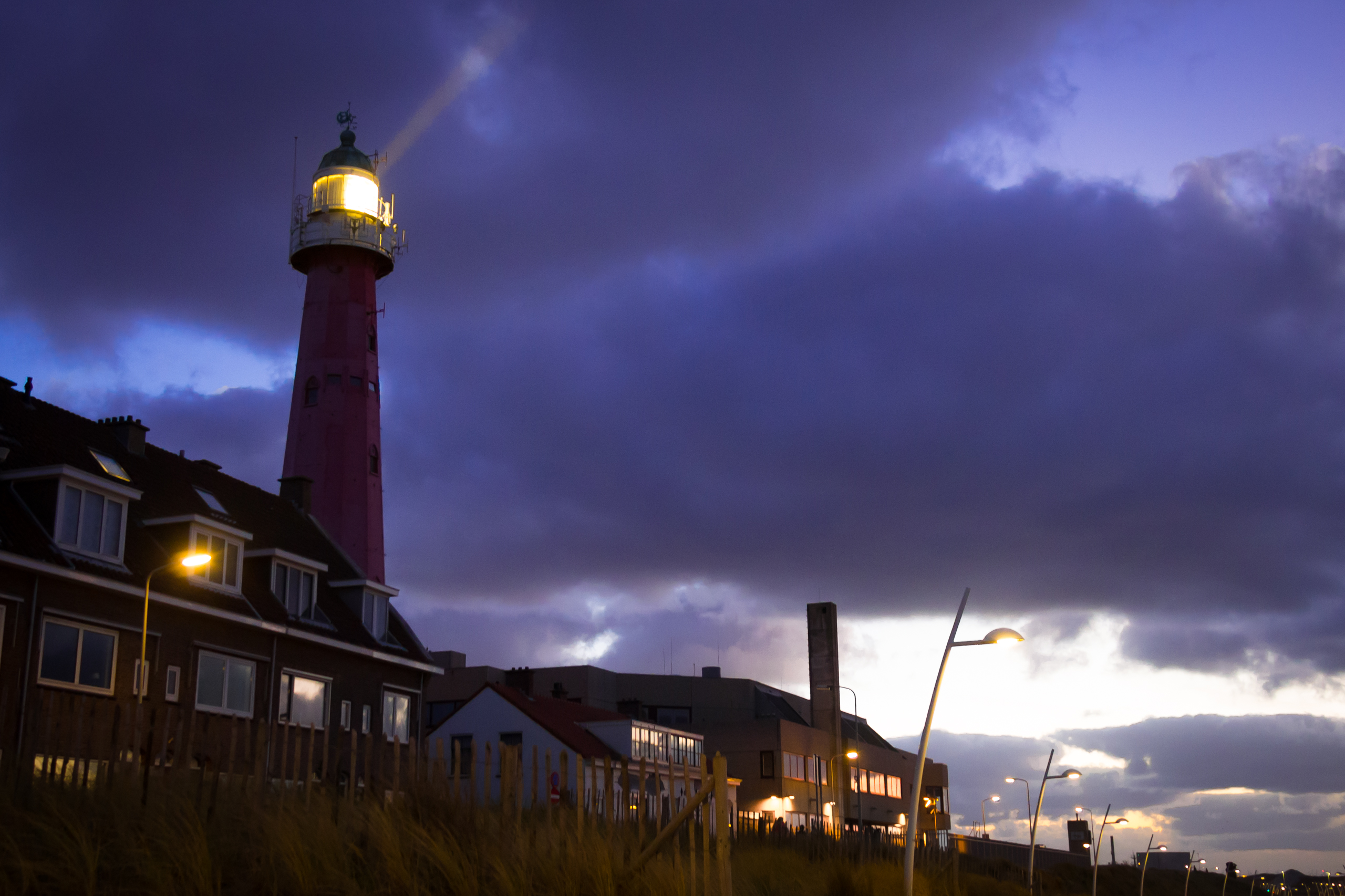
Маяк в Схевенінгені

В районі знаходиться маяк що посилає промені з інтервалом 2.5 та 7.5 секунд. Координати: 52°6.247′П 4°16.095′С

## По сусідству
Схевенінген-дорп (нід. Scheveningen-dorp)
Дейнорд (нід. Duinoord)
Статенквартір (нід. Statenkwartier)
Белгіш Парк (нід. Belgisch Park)
Остдейнен (нід. Oostduinen)
Мадуроплейн (нід. Maduroplein)
Дейндорп (нід. Дейндорп)
Архіпельбюрт (нід. Archipelbuurt)
Ван Столкпарк (нід. Van Stolkpark)
Вестбрукпарк (нід. Westbroekpark)